# Józef Wierusz-Kowalski

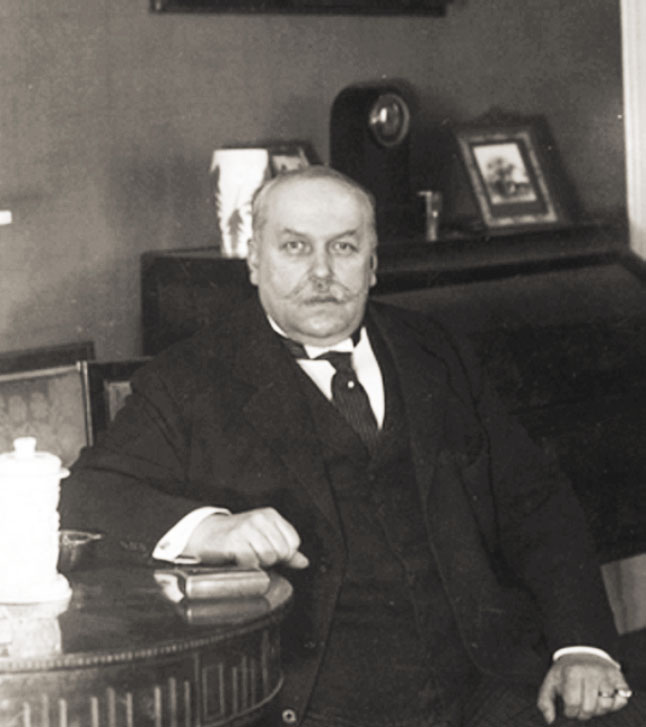
Józef Wierusz-Kowalski

Józef Wierusz-Kowalski (* 16. März 1866 in Puławy; † 30. November 1927 in Ankara) war ein polnischer Physiker und Diplomat.

## Leben
Wierusz-Kowalski war der Sohn eines Gutsbesitzers im damals zu Russland gehörenden Teil Polens. Er studierte Physik an der Kaiserlichen Universität in Warschau und in Göttingen und wurde dort 1899 über eine Untersuchung zur Festigkeit von Glas promoviert. Danach studierte er in Berlin, Würzburg (wo er ein Schüler von Wilhelm Conrad Röntgen war), an der ETH Zürich und in Bern. 1894 wurde er Professor für Mathematik und Naturwissenschaften an der Universität Fribourg. Im selben Jahr stellte er in Paris Pierre und Marie Curie einander vor (Marie Curie war eine alte Bekannte seiner Frau). An der Universität Fribourg gründete er die Fakultät für Physik und war 1897/98 Rektor. Er blieb bis 1915 an der Universität Fribourg. Im Ersten Weltkrieg arbeitete er für ein Komitee zur Unterstützung der Opfer des Krieges in Polen, das Henryk Sienkiewicz in Vevey gegründet hatte. Er war auch im Herausgebergremium einer in der Schweiz verlegten polnischen Enzyklopädie. Dann wechselte er wieder nach Polen, wo er an dem Vorläufer der späteren Freien Polnischen Universität in Warschau unterrichtete und er unterrichtete an der 1915 wieder eröffneten Universität Warschau, an der er 1916 eine Fakultät für Experimentalphysik aufbaute. Nach dem Krieg war er Mitgründer der Technischen Universität Warschau, an der er Professor wurde.
Als Physiker befasste er sich mit Blitzen, elektrischen Entladungen, Phosphoreszenz und Lumineszenz, wobei er besonders Phosphoreszenz seltener Erden und organischen Verbindungen untersuchte und die progressive Phosphoreszenz bei organischen Molekülen entdeckte. Dafür erhielt er 1912 eine Auszeichnung der Harvard University.
Mit seinem Assistenten Ignacy Mościcki entwickelte er ein Verfahren zur Stickstoffgewinnung mit elektrischen Lichtbogen-Entladungen und sie gründeten um 1903 eine Fabrik für die Salpetersäuregewinnung mit dieser Methode.
Er war ein aktives Mitglied der 1907 gegründeten Warschauer Wissenschaftlichen Gesellschaft und war der Initiator der Gründung der Polnischen Physikalischen Gesellschaft (1919/20, als Warschauer Physikalische Gesellschaft 1919, als Polnische 1920).
1919 wurde er polnischer Botschafter beim Heiligen Stuhl, 1921 bis 1924 in den Niederlanden, war danach bis 1926 Botschafter in Wien und ab Oktober 1926 in der Türkei in Ankara, wo er starb.